# 周峻纬
周峻緯（1995年11月16日—），中國男歌手、演員，加拿大麥吉爾大學社會學心理學專業，道格拉斯學院心理研究所研究員。2017年參加《世界聽我說》、《我是演說家第四季》備受關注。2020年在熱播玄幻古裝劇《琉璃》中飾演角色若玉。

## 主要經歷

### 出道前
加拿大麥吉爾大學社會學心理學雙專業畢業，道格拉斯學院心理研究所研究員。
在音樂方面，通過皇家音樂學院小提琴八級、高級樂理一等、初級編曲一等考試，鋼琴、吉他、指揮方面都有涉獵。運動方面，高中時加入籃球校隊，獲得過溫哥華市冠軍。也會排球、棒球、綜合格鬥、Savate。大學時所在的隊伍在蒙特婁城市及比賽中連續兩年拿到B組冠軍。辯論方面，大學期間曾是華語辯論隊辯手、教練。

### 出道後
2017年11月27日，周峻緯參加辯論競賽節目《世界聽我說》因而備受關注。
2018年於音樂創作真人秀《無限歌謠季》節目中擔任歌謠研究生，分別搭檔歌手李榮浩、符龍飛和毛不易演唱共同創作的原創歌曲《我要你》、《天各一方》、《明天》。
2019年在戀愛社交綜藝《戀夢空間》以心理學專業身分擔任戀商觀察員。4月10日參演的第一部網絡劇《致我們暖暖的小時光》播出，飾演劇中林直存一角。同年11月22日主演的電視劇《漫長的告別》播出，飾演男主角連舟。
2020年4月參加芒果TV的益智競技類綜藝《名偵探學院第二季》擔任常駐嘉賓。同年8月6日出演的玄幻古裝劇《琉璃》開播，在劇中飾演角色若玉。
2020年8月16日於《超新星運動會第三屆》直播的籃球3v3決賽項目中，周峻緯代替因傷退賽的演員劉帥良出賽，加入其所在的演員賽區A隊，最後奪得冠軍並拿下本場MVP。
2020年9月30日參與作詞作曲的歌曲《琉璃脆》發表，並在同年11月5日發布個人演唱版本，該歌曲為電視劇《琉璃》追憶曲。

### 被禁言事件
2022年11月26日他在微博上發文配圖一張白紙疑似支持反封控示威（亦有一說為澄清“清白”回歸名偵探學院），於隔年2月22日至5月18日被持續禁言，但參與錄製的《名偵探學院第六季》仍正常播出，其参演的《宁安如梦》因“技术原因”于2023年5月19日遭临时撤档。

## 演出作品
| 首播年度 | 作品                   | 角色   | 備註                             |
| 2019年   | 《致我們暖暖的小時光》 | 林直存 | 網絡劇                           |
| 2019年   | 《漫長的告別》         | 連舟   |                                  |
| 2020年   | 《琉璃》               | 若玉   |                                  |
| 2021年   | 《十二谭》             | 葉青春 | 網絡劇                           |
| 2021年   | 《一不小心撿到愛》     | 顧安生 | 網絡劇                           |
| 2022     | 《见面吧就现在》       | 許望   | 網絡劇                           |
| 2022     | 《遇見你之後》         | 程慕   | 網絡劇                           |
| 2022     | 《月里青山淡如画》     | 左懷仁 |                                  |
| 2023     | 《寧安如夢》           | 燕臨   | 網絡劇                           |
| 2024     | 《與鳳行》             | 慕子淳 | 有參演, 名字沒有出現在參演演員表 |
| 2024     | 《孔雀圣使请动心》     | 李牧阳 | 網絡短劇                         |
| 2025     | 《夺娶》               | 萧楚翊 | 網路短劇                         |
| 待播     | 《金昭玉醉》           | 萧仞   | 網路短劇                         |
| 待播     | 《繁华落尽》           |        | 網路劇                           |

## 綜藝節目
| 播出日期                      | 節目                       | 集數           | 備註                   |
| 2017年11月27日                | 《世界聽我說》             |                | 辯手                   |
| 2017年12月30日                | 《我是演說家第四季》       | 第10期         |                        |
| 2018年4月21日－2020年7月8日   | 《無限歌謠祭》             | 全集           | 歌謠研究生             |
| 2018年11月30－2019年12月7日   | 《明星大偵探第四季》       | 第5-6期        | 偵探助理               |
| 2019年1月10日－2019年2月21日  | 《戀夢空間》               | 全集           | 戀商觀察員             |
| 2019年8月15日－2019年10月17日 | 《戀夢空間第二季》         | 第4-12期       | 戀商觀察員             |
| 2020年11月1日                 | 《明星大偵探第五季》       | SP             | 偵探助理               |
| 2020年1月17日                 | 《明星大偵探第五季》       | 第11期         | 偵探助理               |
| 2019年11月3日－2020年2月23日  | 《名偵探學院第一季》       | 全集           | 常駐學員               |
| 2020年2月7日－2月14日         | 《歌手·當打之年》          | 第1-2期        | 歌手毛不易的音樂合夥人 |
| 2020年4月17日                 | 《歌手·當打之年》          | 第11期         | 歌手毛不易的音樂合夥人 |
| 2020年4月9日－2020年7月16日   | 《名偵探學院第二季》       | 全集（除2、4） | 常駐學員               |
| 2020年4月16日                 | 《溫暖的分貝》             | 第1期          | 嘉賓                   |
| 2020年6月12日－6月19日        | 《這是誰的家》             | 第1-2期        | 猜猜團成員             |
| 2020年7月6日－2020年8月16日   | 《超新星運動會第三屆》     | 全集           | 爆梗賽區運動員         |
| 2020年7月8日                  | 《密室大逃脫第二季大神版》 | 第2期          | 玩家                   |
| 2020年8月26日－9月23日        | 《密室大逃脫第二季大神版》 | 第9-13期       | 玩家                   |
| 2020年12月11日                | 《詩意中國第三季》         | 第1期          | 詩意少年               |
| 2020年12月25日                | 《詩意中國第三季》         | 第3期          | 詩意少年               |
| 2021年2月5日                  | 《名偵探學院第三季》       | 第12期         | 學員                   |
| 2021年3月3日—3月4日           | 《明星大偵探第六季》       | 第11期         | 偵探                   |
| 2021年3月10日—3月11日         | 《明星大偵探第六季》       | 第12期         | NPC                    |
| 2021年3月24日                 | 《我的小尾巴》             | 全集           | 成長見證官             |
| 2021年11月26日                | 《我的小尾巴2》            | 全集           | 成長見證官             |

## 音樂作品
| 發表日期       | 曲目         | 演唱者                                              | 參與部分   | 備註                 |
| 2018年5月26日  | 備選         | 符龍飛、周峻緯                                      | 英文作詞   | 《無限歌謠季》       |
| 2018年6月23日  | 我要你       | 李榮浩、周峻緯                                      | 作詞、作曲 | 《無限歌謠季》       |
| 2018年7月7日   | 天各一方     | 符龍飛、周峻緯                                      | 作詞       | 《無限歌謠季》       |
| 2018年7月8日   | 明天         | 毛不易、周峻緯                                      | 作詞       | 《無限歌謠季》       |
| 2019年11月15日 | 尋           | 陳翔                                                | 作詞       | 《漫長的告別》片頭曲 |
| 2019年12月19日 | 倔強脈搏     | 梁凡                                                | 作詞       | 《漫長的告別》插曲   |
| 2020年6月      | NO.1——南波萬 | 蒲熠星、唐九洲、周峻緯、齊思鈞、 文韜、邵明明、石凱 | 作詞       | 《名侦探学院》主题曲 |
| 2020年9月30日  | 琉璃脆       | 郭栩逍                                              | 作詞、作曲 | 《琉璃》追憶曲       |
| 2020年11月5日  | 琉璃脆       | 周峻緯                                              | 作詞、作曲 | 《琉璃》追憶曲       |

## 註解
1. ↑  在8月16日的籃球3v3決賽項目中，代替演員劉帥良出戰，加入其所在的演員賽區A隊

## 外部連結
- 周峻緯的新浪微博
- 周峻緯工作室的新浪微博
- 周峻緯的哔哩哔哩个人空间